# Nunnefjärilar
Nunnefjärilar (Lymantria) är ett släkte av fjärilar som beskrevs av Jacob Hübner 1819. Lymantria ingår i familjen tofsspinnare.
Nunnefjärilar är starkt håriga, bakkroppen hos hanen är tämligen smal, hos honan tjock, klumpig, antennerna hos hanen långa och dubbelt kamtandade, hos honan försedda med korta tänder. Larverna har länggående rader av blå, delvis röda vårtor, besatta med stjärnformigt ställda långa borst. I Sverige förekommer två arter, Barrskogsnunna och Lövskogsnunna.

## Bildgalleri

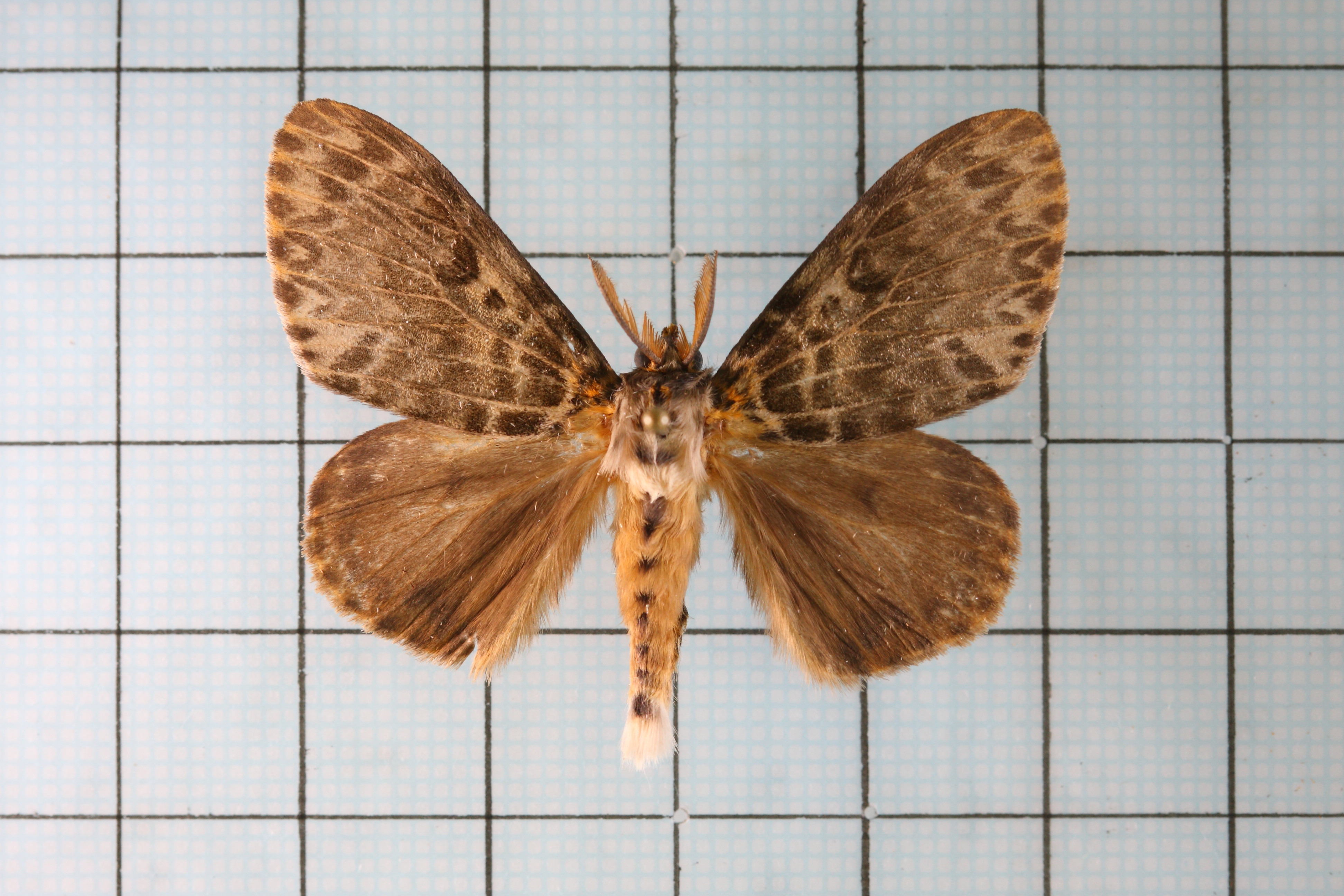
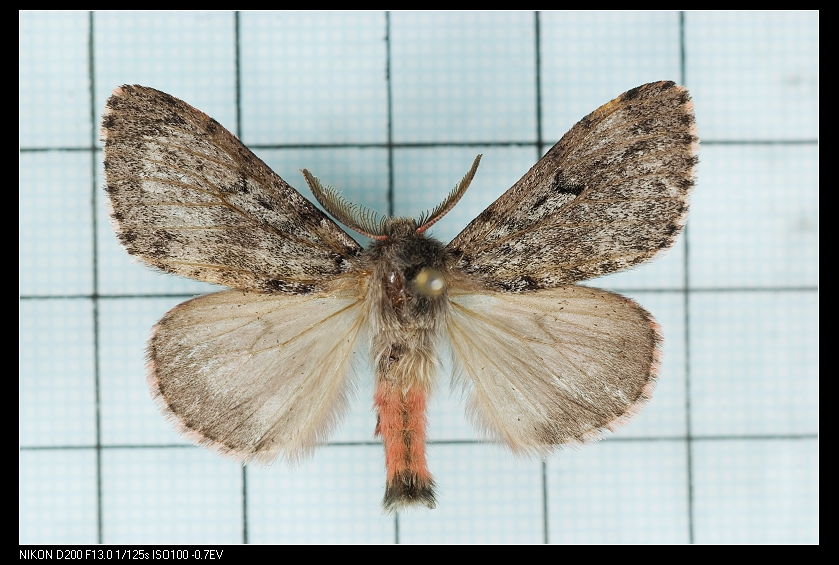
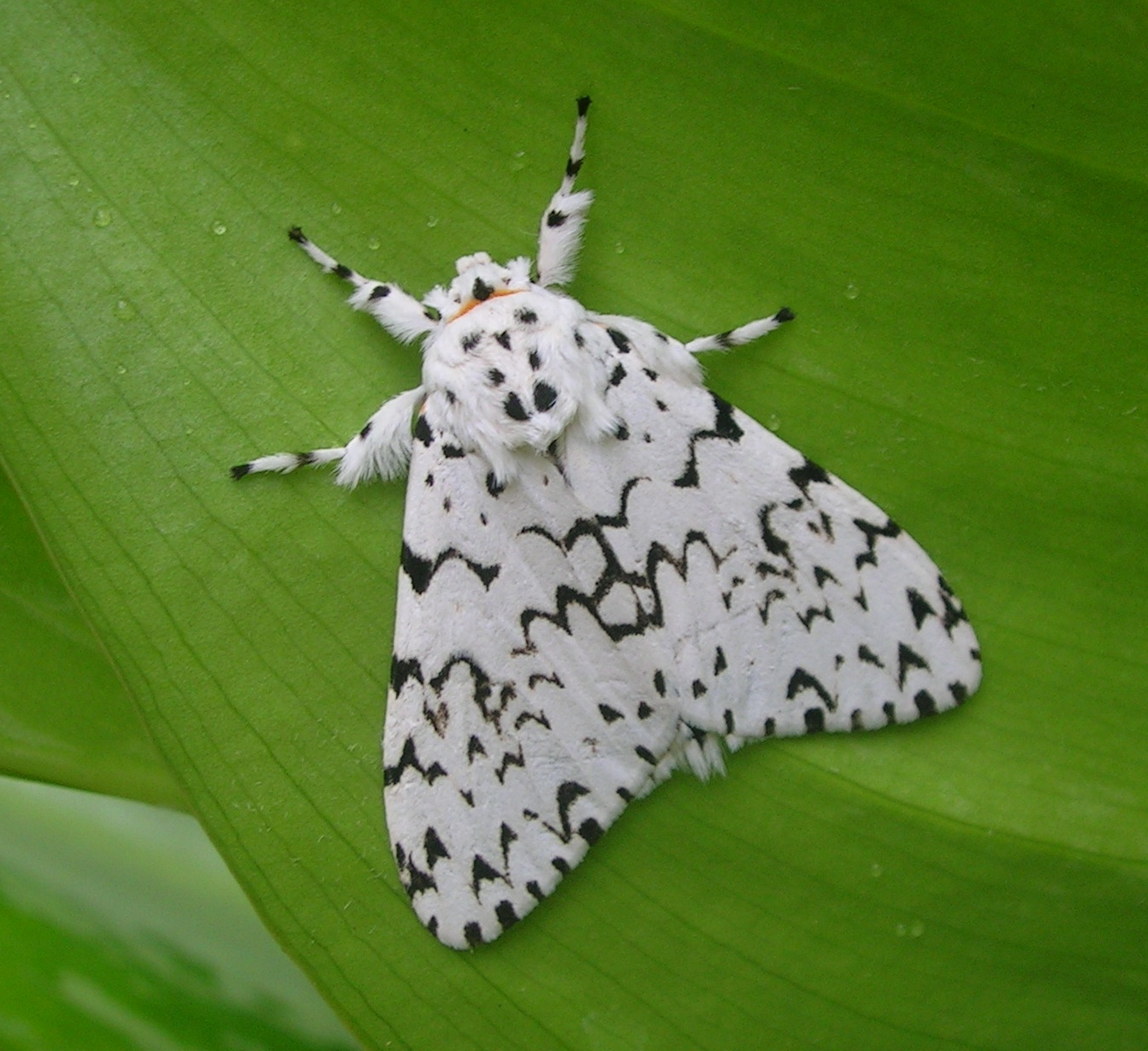

## Dottertaxa tillLymantria, i alfabetisk ordning[2][3]
- Lymantria aboleta
- Lymantria akemii
- Lymantria albescens
- Lymantria albimacula
- Lymantria albolunulata
- Lymantria alexandrae
- Lymantria ampla
- Lymantria antennata
- Lymantria antica
- Lymantria aomoriensis
- Lymantria apicebrunnea
- Lymantria arete
- Lymantria argyrochroa
- Lymantria arrheta
- Lymantria aryama
- Lymantria ascetria
- Lymantria asiatica
- Lymantria atala
- Lymantria atemeles
- Lymantria atra
- Lymantria attantica
- Lymantria aurora
- Lymantria bantaizana
- Lymantria barica
- Lymantria barisana
- Lymantria barlowi
- Lymantria beatrix
- Lymantria bhascara
- Lymantria binotata
- Lymantria bisextilis
- Lymantria bivittata
- Lymantria brotea
- Lymantria brunneata
- Lymantria brunneiplaga
- Lymantria buruensis
- Lymantria caliginosa
- Lymantria canariensis
- Lymantria capnodes
- Lymantria carnecolor
- Lymantria carneola
- Lymantria castanea
- Lymantria castaneostriata
- Lymantria ceballosi
- Lymantria celebesa
- Lymantria chosenibia
- Lymantria chroma
- Lymantria concolor
- Lymantria conspersa
- Lymantria costalis
- Lymantria cryptocloea
- Lymantria curvifera
- Lymantria daraba
- Lymantria demotes
- Lymantria destituta
- Lymantria detersa
- Lymantria dictyodigma
- Lymantria didymata
- Lymantria diehli
- Lymantria dispar
- Lymantria disparina
- Lymantria dissoluta
- Lymantria diversa
- Lymantria doreyensis
- Lymantria dubia
- Lymantria dubiosa
- Lymantria dulcinea
- Lymantria ekeikei
- Lymantria elassa
- Lymantria epelytes
- Lymantria eremita
- Lymantria faircloughi
- Lymantria finitorum
- Lymantria flavicilia
- Lymantria flavoneura
- Lymantria formosana
- Lymantria fuliginea
- Lymantria fuliginosa
- Lymantria fumida
- Lymantria fumosa
- Lymantria fusca
- Lymantria galinaria
- Lymantria ganaha
- Lymantria ganara
- Lymantria ganaroides
- Lymantria grandis
- Lymantria grisea
- Lymantria griseipennis
- Lymantria griseostriata
- Lymantria grisescens
- Lymantria hadina
- Lymantria harimuda
- Lymantria hemipyra
- Lymantria hilaris
- Lymantria hollowayi
- Lymantria horishana
- Lymantria horishanella
- Lymantria hypobolimaea
- Lymantria ichorina
- Lymantria idea
- Lymantria incerta
- Lymantria infuscata
- Lymantria inordinata
- Lymantria iris
- Lymantria japonica
- Lymantria joannisi
- Lymantria kanara
- Lymantria kebeae
- Lymantria kettlewelli
- Lymantria kinta
- Lymantria kobesi
- Lymantria kolthoffi
- Lymantria komarovi
- Lymantria koreibia
- Lymantria kosemponis
- Lymantria kruegeri
- Lymantria lacteipennis
- Lymantria lamda
- Lymantria lapidicola
- Lymantria lateralis
- Lymantria lepcha
- Lymantria leucerythra
- Lymantria leucophaes
- Lymantria libella
- Lymantria loacana
- Lymantria lucescens
- Lymantria lunata
- Lymantria lutea
- Lymantria lutescens
- Lymantria lygaea
- Lymantria maculata
- Lymantria maculosa
- Lymantria malgassica
- Lymantria marginalis
- Lymantria marginata
- Lymantria marwitzi
- Lymantria mathura
- Lymantria matuta
- Lymantria maura
- Lymantria melanopogon
- Lymantria metarhoda
- Lymantria metella
- Lymantria micans
- Lymantria microcyma
- Lymantria microstrigata
- Lymantria minahassa
- Lymantria miniata
- Lymantria minora
- Lymantria mjobergi
- Lymantria modesta
- Lymantria moesta
- Lymantria monacha
- Lymantria monoides
- Lymantria mosera
- Lymantria mus
- Lymantria narindra
- Lymantria nebulosa
- Lymantria neirai
- Lymantria nephrographa
- Lymantria nesiobia
- Lymantria nigra
- Lymantria nigricosta
- Lymantria ninayi
- Lymantria nobunaga
- Lymantria novaguinensis
- Lymantria nudala
- Lymantria oberthuri
- Lymantria obfuscata
- Lymantria obsoleta
- Lymantria oinoa
- Lymantria orestera
- Lymantria ornata
- Lymantria ossea
- Lymantria pagon
- Lymantria panthera
- Lymantria pelospila
- Lymantria pendleburyi
- Lymantria phaeosericea
- Lymantria plumbalis
- Lymantria polioptera
- Lymantria polycyma
- Lymantria polysticta
- Lymantria postalba
- Lymantria postfusca
- Lymantria praetermissa
- Lymantria pramesta
- Lymantria pruinosa
- Lymantria pusilla
- Lymantria rhabdota
- Lymantria rhodina
- Lymantria rhodopepla
- Lymantria rosea
- Lymantria roseicoxa
- Lymantria roseola
- Lymantria rosina
- Lymantria rubroviridis
- Lymantria rufofusca
- Lymantria rufotincta
- Lymantria russula
- Lymantria rusticana
- Lymantria sakaguchii
- Lymantria semicincta
- Lymantria serva
- Lymantria servula
- Lymantria subfusca
- Lymantria subpallida
- Lymantria superans
- Lymantria takasagonis
- Lymantria tsushimensis
- Lymantria umbrina
- Lymantria umbrosa
- Lymantria uxor
- Lymantria variegata
- Lymantria vinacea
- Lymantria yunnanensis